# Medetera seguyi
Medetera seguyi är en tvåvingeart som beskrevs av Octave Parent 1926. Medetera seguyi ingår i släktet Medetera och familjen styltflugor. Arten är reproducerande i Sverige. Inga underarter finns listade i Catalogue of Life.